# Winthrop (Massachusetts)
Winthrop és una ciutat dels Estats Units a l'estat de Massachusetts. Segons el cens del 2007 tenia 20.154 habitants.

## Demografia
Segons el cens del 2000, Winthrop tenia 18.303 habitants, 7.843 habitatges, i 4.580 famílies. La densitat de població era de 3.551,2 habitants/km².
Dels 7.843 habitatges en un 23,6% hi vivien nens de menys de 18 anys, en un 43,1% hi vivien parelles casades, en un 11,5% dones solteres, i en un 41,6% no eren unitats familiars. En el 32,5% dels habitatges hi vivien persones soles l'11,9% de les quals corresponia a persones de 65 anys o més que vivien soles. El nombre mitjà de persones vivint en cada habitatge era de 2,3 i el nombre mitjà de persones que vivien en cada família era de 2,98.
Per edats la població es repartia de la següent manera: un 18,6% tenia menys de 18 anys, un 7,3% entre 18 i 24, un 33,2% entre 25 i 44, un 24,4% de 45 a 60 i un 16,5% 65 anys o més.
L'edat mediana era de 40 anys. Per cada 100 dones de 18 o més anys hi havia 86,3 homes.
La renda mediana per habitatge era de 53.122 $ i la renda mediana per família de 65.696$. Els homes tenien una renda mediana de 42.135 $ mentre que les dones 36.298$. La renda per capita de la població era de 27.374$. Entorn del 3,3% de les famílies i el 5,5% de la població estaven per davall del llindar de pobresa.